# Carl Mayer (Soziologe)
Carl Mayer (* 18. Juli 1902 in Pforzheim; † 13. Mai 1974 in der Schweiz) war ein US-amerikanischer Religionssoziologe deutscher Herkunft.
Mayer studierte an der Universität Heidelberg Sozial- und Staatswissenschaften bei Alfred Weber, Eduard Heimann und Karl Jaspers. Er wurde 1929 für eine Arbeit zur Religionssoziologie Max Webers promoviert und lehrte anschließend an der Gewerkschaftsschule Akademie der Arbeit in Frankfurt am Main.
Mayer emigrierte 1933 nach der Schließung der Akademie nach New York, wo er Professor an der New School for Social Research wurde. Nach dem Zweiten Weltkrieg leitete er ein großangelegtes Projekt zur Erforschung des religiösen Lebens in Deutschland. Daran arbeiteten auch seine Schüler Peter A. Berger und Thomas Luckmann mit. Nach seiner Emeritierung siedelte Mayer in die Schweiz über und lehrte noch als Gastprofessor an der Universität Frankfurt und an der Universität Konstanz.